# Erica nutans
Erica nutans är en ljungväxtart som beskrevs av Wendl. Erica nutans ingår i släktet klockljungssläktet, och familjen ljungväxter. Inga underarter finns listade i Catalogue of Life.